# Elecciones provinciales de Salta de 1999
El 9 de mayo de 1999 se realizaron elecciones para elegir un gobernador y un vicegobernador,  11 senadores provinciales, 30 diputados provinciales, además de 59 intendentes y concejales por municipio.
El PJ ocupaba la gobernación desde 1995 con Juan Carlos Romero, quien fue por la reelección, acompañado nuevamente por Walter Wayar en la fórmula.
Toda la oposición se unió y replicó la Alianza, denominándola Alianza Salteña, la cual además de la UCR y el FREPASO como a nivel nacional, incluía al conservador Partido Renovador de Salta, de gran importancia en la provincia ya que había ocupado la gobernación entre 1991 y 1995 con su fundador Roberto Ulloa. El peso del PRS se demostró cuando el candidato que encabezó la fórmula fue el renovador Ricardo Gómez Diez.
El resultado estableció que el gobernador Romero fuera reelecto tras imponerse con el 58.48% de los votos frente al 40.19% obtenido por Gómez Diez.

## Resultados

### Gobernador y vicegobernador
| Fórmula               | Fórmula                  | Partido               | Partido                                              | Votos   | %     |
| Gobernador            | Vicegobernador           | Partido               | Partido                                              | Votos   | %     |
| --------------------- | ------------------------ | --------------------- | ---------------------------------------------------- | ------- | ----- |
| Juan Carlos Romero    | Walter Wayar             |                       | Frente Justicialista                                 | 257.176 | 58,48 |
| Ricardo Gómez Diez    | Néstor Salvador Quintana |                       | Alianza Salteña                                      | 176.727 | 40,19 |
| Claudio del Plá       | César Rainieri           |                       | Partido Obrero - Hacia el Frente de los Trabajadores | 3.230   | 0,73  |
| Carlos Herrando       | Alejandra Vitar          |                       | Partido Humanista                                    | 1.580   | 0,36  |
| Lidoro Sánchez        | Humberto Massafro        |                       | Alianza Unión Popular                                | 1.033   | 0,23  |
| Votos positivos       | Votos positivos          | Votos positivos       | Votos positivos                                      | 439.746 | 98,51 |
| Votos en blanco       | Votos en blanco          | Votos en blanco       | Votos en blanco                                      | 3.532   | 0,79  |
| Votos nulos           | Votos nulos              | Votos nulos           | Votos nulos                                          | 3.115   | 0,70  |
| Participación         | Participación            | Participación         | Participación                                        | 446.393 | 96,87 |
| Electores registrados | Electores registrados    | Electores registrados | Electores registrados                                | 460.839 | 100   |
| Fuente:               |                          |                       |                                                      |         |       |

### Cámara de Diputados
| ← 1997 · Cámara de Diputados · 2001 → | ← 1997 · Cámara de Diputados · 2001 →                | ← 1997 · Cámara de Diputados · 2001 → | ← 1997 · Cámara de Diputados · 2001 → | ← 1997 · Cámara de Diputados · 2001 → |
| Partido                               | Partido                                              | Votos                                 | %                                     | Bancas                                |
| ------------------------------------- | ---------------------------------------------------- | ------------------------------------- | ------------------------------------- | ------------------------------------- |
|                                       | Frente Justicialista                                 | 232.920                               | 58,03                                 | Sin datos                             |
|                                       | Alianza Salteña                                      | 163.445                               | 40,72                                 | Sin datos                             |
|                                       | Partido Obrero - Hacia el Frente de los Trabajadores | 3.019                                 | 0,75                                  | Sin datos                             |
|                                       | Partido Humanista                                    | 1.171                                 | 0,29                                  | Sin datos                             |
|                                       | Alianza Unión Popular                                | 857                                   | 0,21                                  | Sin datos                             |
| Votos positivos                       | Votos positivos                                      | 401.412                               | 98,44                                 |                                       |
| Votos en blanco                       | Votos en blanco                                      | 3.369                                 | 0,83                                  |                                       |
| Votos nulos                           | Votos nulos                                          | 2.987                                 | 0,73                                  |                                       |
| Total                                 | Total                                                | 407.768                               | 100                                   |                                       |
| Fuente:                               |                                                      |                                       |                                       |                                       |

### Cámara de Senadores
| ← 1997 · Cámara de Senadores · 2001 → | ← 1997 · Cámara de Senadores · 2001 →                | ← 1997 · Cámara de Senadores · 2001 → | ← 1997 · Cámara de Senadores · 2001 → | ← 1997 · Cámara de Senadores · 2001 → |
| Partido                               | Partido                                              | Votos                                 | %                                     | Bancas                                |
| ------------------------------------- | ---------------------------------------------------- | ------------------------------------- | ------------------------------------- | ------------------------------------- |
|                                       | Frente Justicialista                                 | 112.068                               | 64,75                                 | 11/11                                 |
|                                       | Alianza Salteña                                      | 60.086                                | 34,71                                 |                                       |
|                                       | Partido Obrero - Hacia el Frente de los Trabajadores | 709                                   | 0,41                                  |                                       |
|                                       | Partido Humanista                                    | 222                                   | 0,13                                  |                                       |
| Votos positivos                       | Votos positivos                                      | 173.085                               | 98,77                                 |                                       |
| Votos en blanco                       | Votos en blanco                                      | 1.331                                 | 0,76                                  |                                       |
| Votos nulos                           | Votos nulos                                          | 826                                   | 0,47                                  |                                       |
| Total                                 | Total                                                | 175.242                               | 100                                   |                                       |
| Fuente:                               |                                                      |                                       |                                       |                                       |